# AE Возничего
AE Возничего (AE Aurigae, AE Aur, также известна как Пылающая звезда (англ. The flaming star)) — убегающая звезда в созвездии Возничего, подсвечивающая Туманность пламенеющей звезды . Имея шестую видимую величину (5,96m), звезда едва видна невооружённым глазом.
Вместе со своим партнёром Мю Голубя она была выброшена из области, где сейчас находится Трапеция Ориона (именно области, поскольку самой Трапеции порядка миллиона лет) около 2,7 миллиона лет назад, и в настоящее время она летит на север со скоростью около 200 км/с. Астрономы Блаау и Морган в 1954 году предположили, что обе звезды приобрели столь большую скорость вследствие какого-то одного события. Около двух миллионов лет назад две массивных двойных звезды испытали близкий пролёт в той области, где сейчас находится середина меча Ориона. Две звёздные пары обменялись звёздами, Одна из них известна как Йота Ориона — двойная звезда с необычайно большим эксцентриситетом, а две других разлетелись в разные стороны, став классическими убегающими звёздами. Одна из них в настоящее время находится в созвездии Возничего, а другая в созвездии Голубя; они отдалены друг от друга на 70°. Ни АЕ Возничего, ни μ Голубя не показывают признаков обмена массой в прошлом (об этом судят по количеству гелия), а значит, скорее всего, причиной того, что эти две звезды выброшены из скопления, является именно динамический сценарий.
Двухбуквенное название звезды (AE) указывает, что она является переменной: её блеск меняется от 5,4m до 6,1m. Данные со спутника Hipparcos свидетельствуют об изменении блеска на несколько сотых величин с периодом 214 дней, но эти сведения могут быть неточны.
Звезда находится на довольно большом расстоянии от Земли (около 1450 св. лет), а также её свет значительно ослабляется межзвездным поглощением. Если бы его не было, то она была бы ярче на 0,8m. AE Возничего является бело-голубой звездой спектрального класса O (O9.5V), лежащим на главной последовательности, с температурой поверхности 33 000 K. Светимость звезды очень велика и оценивается в зависимости от температуры и учёта ультрафиолетового излучения от 26 000 до 33 000 светимостей Солнца. AE Возничего также довольно массивна: по крайней мере в 17 раз тяжелее Солнца, а её радиус примерно в 5 раз больше, чем солнечный. Довольно медленная скорость вращения до 40 км/с означает, что полюс вращения более или менее направлен в сторону Земли. Ускорение свободного падения ввиду слишком большого радиуса звезды для её массы равно лишь 35 м/с², это примерно в три с половиной раза больше, чем на поверхности Земли и в 8 раз меньше, чем на поверхности Солнца (274 м/с²).

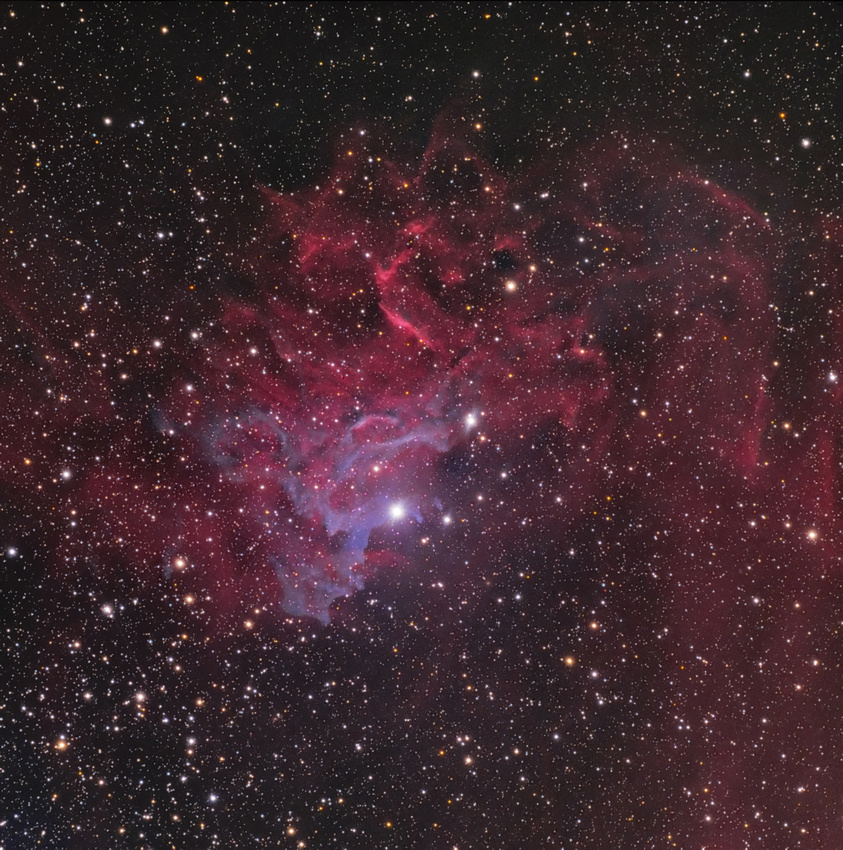
AE Возничего и Туманность пламенеющей звезды (Flaming Star Nebula). Яркая звезда AE Возничего видна немного ниже центра изображения, настолько горяча, что излучаемый ею голубой свет обладает достаточной энергией, чтобы отрывать электроны от атомов окружающего газа. Когда протон снова соединяется с электроном, излучается красный свет, который наблюдается в окружающей эмиссионной туманности. Голубым светом светит отражательная туманность, окружающая непосредственно звезду и состоящая, в основном, из газа, выброшенного мощным звёздным ветром, истекающим со звезды

Как и Плеяды в созвездии Тельца, AE Возничего сейчас проходит через межзвёздное облако газа и пыли, подсвечивая его. Горячие звёзды ранних спектральных классов, с их простыми спектрами, являются идеальным фоном для изучения спектров межзвёздного газа, находящегося между звездой и наблюдателем и спектр которого накладывается на спектр звезды; AE Возничего не является исключением. Высокая скорость движения относительно Солнца (до 90 км/с) позволяет тонкой структуре межзвездной среды проявить себя и тем самым помогает выявить особенности спектра межзвёздных газов. В конце своей жизни AE Возничего, скорее всего, взорвётся как сверхновая звезда и станет нейтронной звездой.
Вблизи звезды на расстоянии 8,4 угловой секунды находится компаньон с видимой звёздной величиной 8,8m, но связан ли он гравитационно со звездой или он является только визуальным спутником, точно не известно.